# ان‌دابلیو جی
ان‌دابلیو جی (NW J) خودرویی است که در سال‌های ۱۹۰۶ (J (۳۰)، ۲+۱ produced)۱۹۰۷ تا ۱۹۰۸ (J (۴۰)، ۴ produced)
۱۹۱۰ - ۱۹۱۱(J (۴۰) about ۱۵ produced)
حدود ۲۲ تا از آن تولید شده‌است. (میزان دقیق تولید آن میان سال‌های ۱۹۱۰ تا ۱۹۱۱ دانسته‌نیست.)در موراوی تولید شده‌است.
طراحی آن خودروهای موتور جلو-محور عقب بوده است.